# Culex (Neoculex)
Culex (Neoculex) – podrodzaj muchówek z rodziny komarowatych i rodzaju Culex.
Owady dorosłe osiągają małe lub średnie rozmiary jak na komarowate. U samic głaszczki szczękowe są bardzo krótkie i złożone z trzech członów, rzadziej z zachowanym drobnym członem czwartym. Pięcioczłonowe głaszczki szczękowe samców osiągają długość równą lub większą od kłujki i mają większość szczecinek członu czwartego krótkich, ustawionych w linii pośrodkowej na jego brzusznej stronie. Tarcza śródplecza u większości gatunków porośnięta jest głównie jasnymi łuskami. Chetotaksję tułowia cechuje obecność szczecinek środkowych grzbietu. Spośród bocznych części tułowia rozległe pokrycie łatami z łusek cechuje zwykle episterna przedtułowia, górną część i tylno-dolną krawędź katepisternum śródtułowia oraz górną część epimerytu śródtułowia. Ciemne łuski porastają skrzydła i odnóża. Narządy rozrodcze samca odznaczają się pozbawionym łusek gonokoksytem, pozbawionym szczecinek liściowatych płatem przedwierzchołkowym, H-kształtną patrząc od strony tergitu fallosomą oraz koroną paraproktu utworzoną z pojedynczego szeregu, zwykle spłaszczonych i tępych kolców.
Przedstawiciele podrodzaju występują głównie w Starym Świecie, jednak kilka gatunków zamieszkuje krainę nearktyczną.  W Polsce podrodzaj reprezentowany jest przez jeden gatunek – C. territans.
Takson ten wprowadzony został w 1905 roku przez Harrisona G. Dyara Juniora. Zalicza się do niego 26 opisanych gatunków:
- Culex apicalis Adams, 1903
- Culex arizonensis Bohart, 1949
- Culex boharti Brookman & Reeves, 1950
- Culex chaetoventralis (Theobald, 1910)
- Culex cheesmanae Mattingly & Marks, 1955
- Culex crassistylus Brug, 1934
- Culex derivator Dyar & Knab, 1906
- Culex douglasi Dobrotworsky, 1956
- Culex dumbletoni Belkin, 1962
- Culex europaeus da Cunha Ramos, Ribeiro & Harrison, 2003
- Culex fergusoni (Taylor, 1914)
- Culex gamma Séguy, 1924
- Culex gaufini Belkin, 1962
- Culex impudicus Ficalbi, 1890
- Culex johni Cova Garcia, Pulido F. & Escalante de Ugueto, 1979
- Culex judaicus Edwards, 1926
- Culex latus Dobrotworsky, 1956
- Culex leonardi Belkin, 1962
- Culex martinii Medschid, 1930
- Culex millironi Belkin, 1962
- Culex pedicellus King & Hoogstraal, 1947
- Culex postspiraculosus Lee, 1944
- Culex pseudomelanoconia Theobald, 1907
- Culex reevesi Wirth, 1948
- Culex rubensis Sasa & Takahashi, 1948
- Culex territans Walker, 1856